# Tongyong pinyin
Tongyong pinyin – transkrypcja standardowego języka mandaryńskiego (putonghua) na alfabet łaciński, którą w latach 2002–2008 próbował wprowadzić rząd Republiki Chińskiej.
Tongyong pinyin został opracowany przez Yu Bor-chuana w 1998 roku na podstawie używanego w Chińskiej Republice Ludowej hanyu pinyin.
W 2000 roku minister edukacji Republiki Chińskiej złożył do parlamentu wniosek o uznanie tongyong pinyin za oficjalną transkrypcję języka mandaryńskiego. System został oficjalnie zaadaptowany przez tajwański rząd w sierpniu 2002, zastępując obowiązujący wcześniej – i w praktyce nieużywany – system MPS II.

## Wprowadzanie i rezygnacja
Pomimo oficjalnego zatwierdzenia systemu tongyong pinyin przez rząd tajwański, nie upowszechnił się on. Poza Tajwanem okazał się zupełnie nieprzydatny, gdyż społeczność międzynarodowa od 1979 roku posługuje się systemem hanyu pinyin. Również sami Tajwańczycy nie używali nowej transkrypcji, a jej wprowadzenie spowodowało pogłębienie nazewniczego chaosu na wyspie, gdzie w zależności od regionu używano różnego systemu latynizacji. Wprowadzanie nowego systemu pozostawiono w gestii lokalnych władz; w sumie zaadaptowało go 68% urzędów. Tablice informacyjne w tongyong pinyin pojawiły się jedynie w większych miastach, takich jak Taizhong. Z kolei władze miejskie Tajpej odrzuciły pomysł wprowadzenia nowej transkrypcji i pozostały przy używanym w mieście od 2000 roku systemie hanyu pinyin.
Wprowadzenie systemu spotkało się z ostrą krytyką. Krytycy zarzucali rządzącej Demokratycznej Partii Postępowej, że wprowadzenie nowego, niefunkcjonalnego systemu romanizacji motywowane jest jedynie względami politycznymi, a odrzucenie używanego na świecie od 20 lat systemu hanyu pinyin spowodowane jest tylko i wyłącznie tym, że posługuje się nim ChRL. Zwolennicy tongyong pinyin argumentowali z kolei, że system ten podkreśla kulturową niezależność Tajwanu i bardziej odpowiada lokalnej wymowie chińskiego.
Stworzony został również wariant tongyong pinyin o nazwie Daighi tongiong pingim (臺語音標版), przewidziany do zapisu języka tajwańskiego. W 2006 roku został on jednak odrzucony przez tajwańskie ministerstwo edukacji i nie wprowadzono go do użytku.
16 września 2008 roku władze Tajwanu zrezygnowały z wprowadzania tongyong pinyin i zatwierdziły wprowadzenie jako oficjalnej romanizacji języka chińskiego z dniem 1 stycznia 2009 roku systemu hanyu pinyin. Jednocześnie rząd zapowiedział zaprzestanie dotowania z funduszy państwowych wszelkich projektów, które nie przejdą na zapis w systemie hanyu pinyin.

## Pisownia
Tongyong pinyin jest oparty na systemie hanyu pinyin, z którym pokrywa się w 85%. Występuje tylko kilka różnic:
- brak oznaczenia pierwszego tonu, zamiast tego przy pomocy kropki zaznacza się ton neutralny
- zh zapisywane jako jh
- x zastąpione przez s
- q zastąpione przez c
- występujące w hanyu pinyin dźwięki zi, ci, si, zhi, chi, shi, ri zapisywane są z dodatkowym h na końcu
- ü zapisywane jako yu
- -eng po f- i w- zapisywane jako -ong
- wen zapisywane jako wun
- -iong zapisywane jako -yong
- -iu zapisywane jako -iou
- -ui zapisywane jako -uei

## Zdjęcia

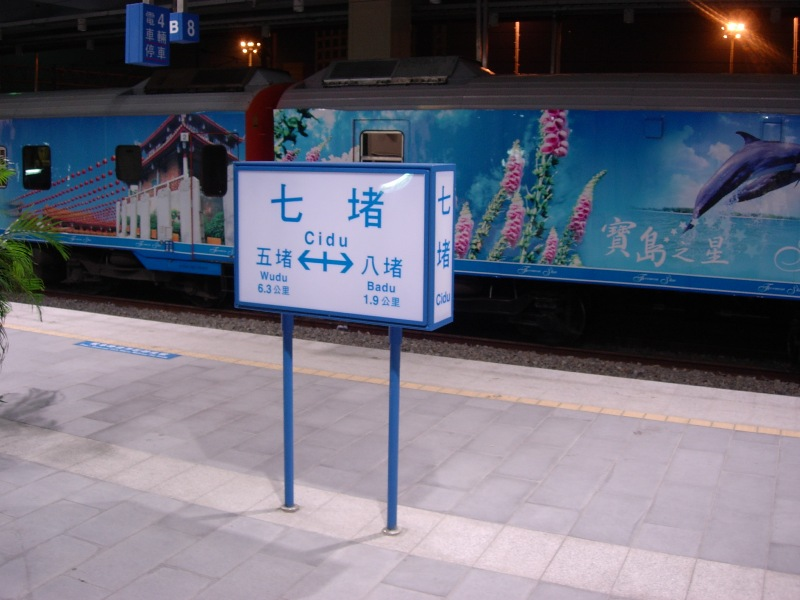
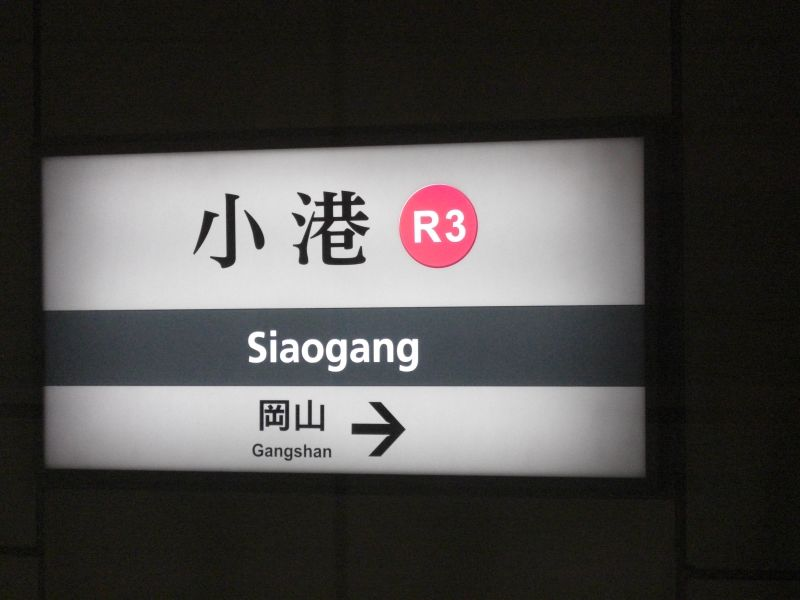
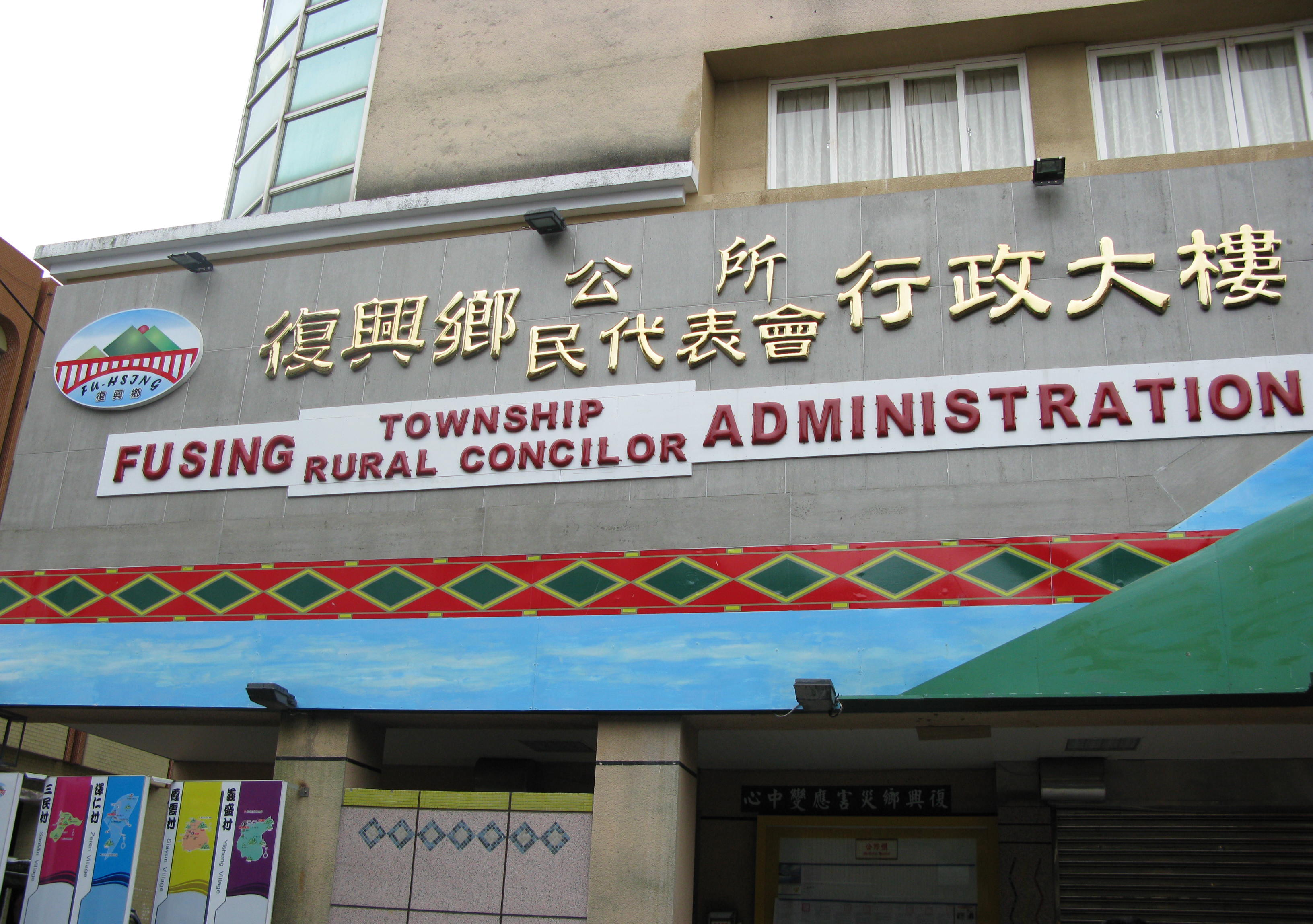